# Macropipus
Genre
Macropipus est un genre de crabes de la famille des Polybiidae (ou des Macropipidae selon les classifications).
Il comporte quatre espèces actuelles et deux fossiles.

## Historique et dénomination
Le genre a été décrit par le zoologiste Nicolò Prestandrea en 1833.

## Taxinomie
Liste d'espèces
Selon Systema Brachyurorum et WoRMS:
- Macropipus australis Guinot, 1961
- Macropipus guadulpensis (Saussure, 1858)
- Macropipus rugosus (Doflein, 1904)
- Macropipus tuberculatus (Roux, 1830)

et
- †Macropipus ovalipes Secretan, 1975

Nota : selon WoRMS
- Macropipus arcuatus Leach, 1814 accepté comme Liocarcinus navigator (Herbst, 1794)
- Macropipus holsatus (Fabricius, 1798) accepté comme Liocarcinus holsatus (Fabricius, 1798)
- Macropipus marmoreus (Leach, 1814) accepté comme Liocarcinus marmoreus (Leach, 1814)
- Macropipus puber Holthuis & Gottlieb, 1958 accepté comme Necora puber (Linnaeus, 1767)
- Macropipus pusillus (Leach, 1816) accepté comme Liocarcinus pusillus (Leach, 1815)
- Macropipus vernalis (Risso, 1827) accepté comme Liocarcinus vernalis (Risso, 1827)